# Henckelia myricifolia
Henckelia myricifolia är en tvåhjärtbladig växtart som först beskrevs av Ridley, och fick sitt nu gällande namn av Brian Laurence Burtt. Henckelia myricifolia ingår i släktet Henckelia och familjen Gesneriaceae. Inga underarter finns listade i Catalogue of Life.